# The Mind's I
The Mind's I — третій студійний альбом шведської групи Dark Tranquillity, виданий у 1997 році. Після альбому The Gallery музиканти Dark Tranquillity перестали використовувати староанглійську мову та особисті теми у своїх піснях. The Mind's I був першим альбомом, в якому відбулися ці зміни.
У 2004 році Century Media перевидала альбом, включивши до нього три пісні з міні-альбому Enter Suicidal Angels та два концертні відео. Крім того, нове видання відрізнялося від попереднього деякими елементами обкладинки.

## Список пісень
| #   | Назва                    | Автор слів     | Автор музики                  | Тривалість |
| --- | ------------------------ | -------------- | ----------------------------- | ---------- |
| 1.  | «Dreamlore Degenerate»   | Станне         | Хенрікссон, Сундін            | 2:44       |
| 2.  | «Zodijackyl Light»       | Станне         | Сундін, Йоханссон             | 3:59       |
| 3.  | «Hedon»                  | Сундін         | Хенрікссон, Сундін            | 5:37       |
| 4.  | «Scythe, Rage and Roses» | Станне         | Хенрікссон                    | 2:33       |
| 5.  | «Constant»               | Станне         | Сундін, Йоханссон             | 3:02       |
| 6.  | «Dissolution Factor Red» | Сундін, Станне | Йоханссон, Сундін             | 2:07       |
| 7.  | «Insanity's Crescendo»   | Станне         | Хенрікссон, Йоханссон, Сундін | 6:52       |
| 8.  | «Still Moving Sinews»    | Сундін, Станне | Сундін, Йоханссон             | 4:42       |
| 9.  | «Atom Heart 243.5»       | Сундін         | Сундін, Йоханссон, Хенрікссон | 4:00       |
| 10. | «Tidal Tantrum»          | Станне         | Йоханссон                     | 2:57       |
| 11. | «Tongues»                | Сундін         | Хенрікссон, Йоханссон, Сундін | 4:53       |
| 12. | «The Mind's Eye»         | (інструментал) | Палм, Йоханссон               | 3:11       |

| Версії для Японії та США | Версії для Японії та США | Версії для Японії та США | Версії для Японії та США | Версії для Японії та США |
| #                        | Назва                    | Автор слів               | Автор музики             | Тривалість               |
| ------------------------ | ------------------------ | ------------------------ | ------------------------ | ------------------------ |
| 13.                      | «Zodijackyl Light»       | Станне                   | Йоханссон, Сундін        | 3:59                     |
| 14.                      | «Razorfever»             | Станне                   | Сундін, Їварп            | 3:16                     |
| 15.                      | «Shadowlit Facade»       | Станне                   | Йоханссон                | 3:25                     |
| 16.                      | «Archetype»              | Станне                   | Йоханссон, Н2рдстрем     | 4:29                     |

| Спеціальнне "Deluxe" видання | Спеціальнне "Deluxe" видання     | Спеціальнне "Deluxe" видання | Спеціальнне "Deluxe" видання | Спеціальнне "Deluxe" видання |
| #                            | Назва                            | Автор слів                   | Автор музики                 | Тривалість                   |
| ---------------------------- | -------------------------------- | ---------------------------- | ---------------------------- | ---------------------------- |
| 13.                          | «Razorfever»                     | Станне                       | Сундін, Їварп                | 3:16                         |
| 14.                          | «Shadowlit Facade»               | Станне                       | Йоханссон                    | 3:25                         |
| 15.                          | «Archetype»                      | Станне                       | Йоханссон, Нурдстрем         | 4:29                         |
| 16.                          | «Zodijackyl Light» (Music video) | Станне                       | Сундін, Йоханссон            | 3:59                         |
| 17.                          | «Hedon» (Music video)            | Сундін                       | Хенрікссон, Сундін           | 5:37                         |

## Список учасників
- Мікаель Станне — вокал
- Ніклас Сундін — гітара
- Фредерік Йоханссон — гітара
- Мартін Хенрікссон — бас-гітара
- Андерс Їварп — ударні

### Запрошені музиканти
- Андерс Фріден — мантра у пісні «Hedon»
- Сара Свенссон — вокал у пісні «Insanity's Crescendo»
- Міхаель Ніклассон — вокал у пісні «Zodijackyl Light»